# 刘卅
刘卅（1987年7月11日—），出生于北京，中国足球运动员，中国国家女子足球队成员，司职前锋。她曾随队参加了2008年北京奥运会女子足球比赛，获得第五名。